# Diplocephalus arnoi
Diplocephalus arnoi is een spinnensoort in de taxonomische indeling van de hangmatspinnen (Linyphiidae).
Het dier behoort tot het geslacht Diplocephalus. De wetenschappelijke naam van de soort werd voor het eerst geldig gepubliceerd in 2005 door Isaia.